# Daphne pontica
Espèce
Classification phylogénétique
Daphne pontica est une espèce européenne et asiatique de daphnés de la famille des Thymelaeaceae.

## Description
Daphne pontica est un arbuste à feuilles persistantes, légèrement ramifié, qui peut atteindre une hauteur de 40 à 100 cm. Les jeunes rameaux feuillus sont verts et nus, les rameaux plus vieux ont une écorce brun rougeâtre et perdent leurs feuilles. Les feuilles alternativement arrangées, aux extrémités de la branche encombrées, simples et non divisées sont presque sans pédicule. Les limbes des feuilles sont glabres, obovales, elliptiques ou oblongs elliptiques, ont une longueur de 2,5 à 9,5 cm et une largeur de 1 à 4,5 cm.
Les inflorescences 1 à 4 cm cm de long, généralement doubles, se trouvent à l'aisselle de bractées plus petites dans la partie inférieure des pousses de l'année. Les fleurs sont généralement pédonculées de 3 à 8 mm de long. Les bractées restent non développées.
Les fleurs hermaphrodites à quatre pétales sont vert jaunâtre et ont une odeur faible. Le tube de la fleur nue a une longueur de 7 à 10 mm et environ la longueur des pétales en retrait dans des formes typiques. Les huit étamines sont insérées dans deux cercles à leur extrémité supérieure dans le tube floral. L'ovaire surnaturel, caché dans le tube floral, est chauve. À sa base, un disque annulaire fait 0,25 mm de hauteur. La cicatrice capiteuse repose sur un stylet de 0,25 à 0,5 mm de long.
Les drupes à une graine reposent sur des pédoncules fruités, sont chauves, ovales à presque sphériques et ont un diamètre de 7 à 8 mm. Le noyau est en forme de poire.
La plante fleurit de mars à août.
Daphne pontica a un ensemble de chromosomes diploïde défini avec 2n = 18.

## Répartition
Daphne pontica se situe principalement dans la région située au sud de la mer Noire, du sud-est de la Bulgarie à la Géorgie, en passant par le nord de la Turquie. En outre, l'espèce est également présente dans le nord de l'Iran.
Elle est présente jusqu'à 2 200 m d'altitude.
Daphne pontica pousse principalement en bordure de forêt, notamment dans les forêts de sapins et de hêtres. Mais elle vit avec des rhododendrons et des noisetiers, dans des pentes de roche magmatique ou de calcaire ou dans des hautes terres, même dans des pâturages.